# 데니스 오
데니스 오(Dennis O'Neil, 1981년 8월 29일 ~ ) 현재 소속사는 스타페이지 엔터테인먼트이다. 한국계 미국인으로 모델 출신 배우이다. 본명은 데니스 조지프 오닐(Dennis Joseph O'Neil Jr.)로, 미국 텍사스주에서 주한미군 출신 아버지와 한국인 어머니 사이에서 둘째 아들로 태어났다.
조지아주 서배너에 위치한 서배너 예술 디자인 대학에서 사진학을 전공했다. 16세 때 자신의 집 지하실에서 운동을 하다 우연히 라디오에서 듣게 된 모델 컨테스트에 참가한 것을 계기로 모델 생활을 시작하게 되었고, 점차 싱가포르, 홍콩, 타이완 등지에서 15편 정도의 광고에 출연하게 되었다. 이 후 2005년 몇 편의 TV광고에 출연하면서 대한민국과 인연을 맺었고, 고동선 PD가 그를 《달콤한 스파이》에 캐스팅 하면서 본격적으로 대한민국 연예계에 뛰어들게 되었다. 현재 소속사는 배우 이태란, 안길강, 김하린이 소속되어 있는 스타페이지 엔터테인먼트이다.

## 작품 활동
《달콤한 스파이》에서 매력적인 정체불명의 억만장자 스파이 '한유일' 역할을 맡은 데니스 오는 이 드라마를 통해 일약 스타덤에 올랐다. 그리고 2006년에는 한가인과 함께 출연 한 김종국 & SG 워너비의 노래 바람만바람만 뮤직 비디오, 바람만바람만 노래 뮤직 비디오의 스토리와 이어지는 임창규의 노래 새 구두 뮤직 비디오 출연으로 많은 화제가 되기도 하였다. 2007년에는 《마녀유희》에서 뉴욕 출신의 천재 요리사 '조니 크루거' 역할을 맡아 대사의 90% 이상을 한국어로 소화하기도 했으며, 2008년에는 MBC에서 방송하는 《에덴의 동쪽》에서 '마이크' 역할을 맡았다.

## 학력
- 서배너 디자인대학 사진학과

## 출연작

### 영화
- 《애상시수사》 (2016년)
- 《하이프네이션: 힙합사기꾼》 (2014년) - 토니 캉 역

### 드라마
- 《도화운》 (2015년, 절강위성) - 노요위 역
- 《미혼처》 (2013년, HunanTV) - 후자 역
- 《30세 여인 주둥화》 (2013년, HunanTV)
- 《일불소심애상니》 (2011년, HunanTV) - 시앙 역
- 《퀘스천》 (2009년, NBC)
- 《더 포가튼》 (2009년, ABC)
- 《멜로즈 플레이스》 (2009년, CWTV)
- 《에덴의 동쪽》 (2008년, MBC) - 마이크 역
- 《마녀유희》 (2007년, SBS) - 조니 크루거 역
- 《달콤한 스파이》 (2005년, MBC) - 한유일 역

## 수상
- 2011년 제8회 트렌즈 코스모 뷰티 어워즈 가장 신사다운 스타일 부문
- 2008년 인터네셔널 아티스트상
- 2006년 MBC 연기대상 인기상
- 2006년 서울 드라마 어워즈 남우주연상
- 2005년 동아TV 패션뷰티상 베스트 드레서
- 2005년 제22회 모델라인 코리아베스트드레서